# OpenAI
OpenAI е изследователска лаборатория за изкуствен интелект, състояща се от OpenAI LP с нестопанска цел и OpenAI Inc с търговска цел. Тя е основана през 2015 г. от група лидери в технологичната индустрия, сред които Сам Олтман, Илон Мъск, Грег Брокман, Иля Суцкевер и други, с цел разработване на безопасен и полезен изкуствен интелект.
OpenAI провежда изследвания в различни области, свързани с изкуствения интелект, включително обработка на естествен език, компютърно зрение, роботика и обучение с подсилване. Изследователската продукция на организацията включва публикации, софтуерни инструменти и разработването на широкомащабни езикови модели като серията GPT (Generative Pre-trained Transformer), които са предназначени да генерират човешки текст въз основа на големи количества данни за обучение. Най-известният продукт на лабораторията към 2023 г. е ChatGPT.
В допълнение към изследванията, OpenAI също така си партнира с компании и организации, за да приложи своите изследвания към проблеми от реалния свят, и създаде няколко инициативи за насърчаване на безопасното и полезно развитие на изкуствения интелект. Крайната цел на OpenAI е да създаде AI, който е от полза за човечеството като цяло и е в съответствие с човешките ценности.